# Celinów (condado de Garwolin)
Celinów es un pueblo de Polonia, en Mazovia. Se encuentra en el distrito (Gmina) de Łaskarzew, perteneciente al condado (Powiat) de Garwolin. Se encuentra aproximadamente a 3 km al sur de Łaskarzew, 15 km al sur de Garwolin, y a 65 km al sureste de Varsovia. 
Entre 1975 y 1998 perteneció al voivodato de Siedlce.